# Agnes Geraghty
Agnes Geraghty, da sposata nota anche come Agnes McAndrews (New York, 26 novembre 1907 – Oceanside, 1º marzo 1974), è stata una nuotatrice statunitense, specializzata nella rana.

## Biografia
Agnes Geraghty era una nuotatrice americana e faceva parte della Women's Swimming Association di New York, creata da Charlotte Epstein nel 1920. Fece parte della delegazione americana che rappresentò gli Stati Uniti alle Olimpiadi del 1924 a Parigi. Lì vinse la medaglia d'argento nei 200 metri rana con 3'34.
Partecipò nuovamente alle Olimpiadi del 1928 di Amsterdam dove, nonostante avesse migliorato il suo tempo, non riuscì a classificarsi arrivando quarta in semifinale. Tra il 1924 e il 1930 stabilì 32 record nelle competizioni Amateur Athletic Unionrecord di rana. Nel 1926 stabilì il suo 10 record mondiale. Nel 1932 iniziò a dare lezioni di nuoto prima a Jones Park e poi per il South Shore Yacht Club a Freeport, Long Island.
Sposò Felix McAndrews, da cui ebbe una figlia. Morì il 1º marzo 1974 al South Nassau Communities Hospital, Oceanside, all'età di 67 anni.

## Palmarès

### Olimpiadi
- Argento a Parigi 1924 nei 200 metri rana.